# Фужероль-дю-Плесси
Фужероль-дю-Плесси (фр. Fougerolles-du-Plessis) — французская коммуна в департаменте Майенн региона Земли Луары.

## География
Коммуна Фужероль-дю-Плесси (до 1897 года — Фужероль) находится на северо-западе Франции. Административно входит в состав кантона Ландиви округа Майенн департамента того же названия.

## Достопримечательности
- Церковь Непорочного зачатия, воздвигнута в 1858 году из руин местного монастыря Савиньи
- Госпиталь (открыт в 1709 году)
- Замок Гуэ (XVI век)
- Руины Ла-Утоньер
- Дворец Клерфонтен (XIX век)

## Города-партнёры
- Эббилефтеникс, (Ирландия)